# Wapen van Bodegraven

Het wapen van de gemeente Bodegraven

Het wapen van Bodegraven werd op 24 juli 1816 aan de toenmalige Nederlandse gemeente Bodegraven toegekend. Het wapen werd gebruikt van ten minste 1672 tot 2011, dat jaar is de gemeente Bodegraven opgegaan in de gemeente Bodegraven-Reeuwijk. Oudere afbeeldingen van het wapen zijn niet bekend omdat in 1672 het gehele archief van de heerlijkheid Bodegraven verloren is gegaan bij een brand.

## Ontstaan
Hoe het wapen precies ontstaan is, is niet bekend. Wel zijn er twee 'verklaringen' voor het ontstaan van het wapen. 
- De eerste verklaring stelt dat de hoed van een bode van een Franse koning zou zijn. De hoed verwijst naar de bode en de spaden naar het graf of het begraven zelf; daarmee wordt het wapen een sprekend wapen. Deze verklaring is zeer waarschijnlijk niet waar.
- Een tweede verklaring stelt dat het wapen afstamt van het wapen van de familie Bodelo. Hun grondgebied zou op het grondgebied van de latere gemeente Bodegraven liggen. Hun gebied zou op een kaart uit 809 aangegeven zijn, als de heerlijkheid Bodelo[1], deze kaart is verloren gegaan.

De beide verklaringen zijn onwaarschijnlijk om de volgende redenen:
- Het overlijden van een bode van een koning op het grondgebied van een gemeente is niet bijzonder genoeg om de gemeente daarnaar te vernoemen en de gebeurtenis in het wapen op te nemen.
- Familiewapens ontstonden pas rond het jaar 1200, gemeentelijke wapens ontstonden nog eens een 200 jaar later.

Doordat het gemeentelijk archief in 1672 door de Fransen werd verwoest, is niet bekend hoelang het wapen al gevoerd wordt. De oudste afbeelding van het wapen is uit 1675 en is in het kansel van de Hervormde kerk gegraveerd. In 1783 maakt het gemeentebestuur gebruik van een zegel met een vergelijkbaar wapen zoals de gemeente het uiteindelijk in 1816 toegewezen kreeg. De gebruikte hoed werd een aantal keer aangepast aan de toen heersende mode. Over de kleuren is niks bekend, daarom is het wapen bij de toekenning in de Rijkskleuren toegekend: een blauw schild met daarop een gouden voorstelling.

## Blazoen
Het wapen van Bodegraven had de volgende officiële beschrijving:
Van lazuur beladen met twee spaden geplaatst en sautoir in het midden een hoed, van alles goud.
Het wapenschild is blauw van kleur met daarop twee gekruiste gouden spaden met daarop weer een eveneens gouden bolhoed. De gemeente voert het wapen zelf met een gouden driebladige kroon en twee groene (sinopel is groen) lauriertakken aan de zijkanten van het schild. 

## Verwant wapen

Wapen van Bodegraven-Reeuwijk

- Zie ook: Vlag van Bodegraven

Ter Aar
· Aarlanderveen
· Abbenbroek
· Abtsregt
· Alkemade
· Alphen
· Ameide
· Ammerstol
· Arkel
· Asperen
· Benthuizen
· Bergambacht
· Bergschenhoek
· Berkel en Rodenrijs
· Berkenwoude
· Bernisse
· Biert
· Binnenmaas
· Bleiswijk
· Bleskensgraaf
· Bleskensgraaf en Hofwegen
· Bodegraven
· Boskoop
· Brandwijk
· Brielle
· Broek, Thuil en 't Weegje
· Charlois
· Cillaarshoek
· Cromstrijen
· De Lier
· De Mijl
· Delfshaven
· Den Bommel
· Dirksland
· Driebruggen
· Dubbeldam
· Everdingen
· Geervliet
· Giessen-Nieuwkerk
· Giessenburg
· Giessendam
· Giessenlanden
· Goedereede
· Gouderak
· Goudriaan
· Goudswaard
· Graafstroom
· 's-Gravendeel
· 's-Gravenzande
· Groot-Ammers
· Groote Lindt
· Haastrecht
· Hagestein
· Hardinxveld
· Hazerswoude
· Heenvliet
· Heer Oudelands Ambacht
· Heerjansdam
· Hei- en Boeicop
· Heinenoord
· Hekelingen
· Hekendorp
· Herkingen
· Hillegersberg
· Hellevoetsluis
· Hodenpijl
· Hoek van Holland
· Hof van Delft
· Hoogblokland
· Hoornaar
· IJsselmonde
· Jacobswoude
· Kamerik
· Katendrecht
· Kedichem
· Kethel en Spaland
· Kijfhoek
· Klaaswaal
· Kleine Lindt
· Korendijk
· Koudekerk aan den Rijn
· Kralingen
· Krimpen aan de Lek
· Lange Ruige Weide
· Langerak
· Leerbroek
· Leerdam
· Leidschendam
· Leimuiden
· Lekkerkerk
· Lexmond
· Liemeer
· Loosduinen
· Liesveld
· Maasdam
· Maasland
· Meerkerk
· Melissant
· Middelharnis
· Mijnsheerenland
· Moerkapelle
· Molenaarsgraaf
· Molenwaard
· Monster
· Moordrecht
· Naaldwijk
· Nederlek
· Niemandsvriend
· Nieuw-Beijerland
· Nieuw-Helvoet
· Nieuw-Lekkerland
· Nieuwe-Tonge
· Nieuwenhoorn
· Nieuwerkerk aan den IJssel
· Nieuwland
· Nieuwpoort
· Nieuwveen
· Noordeloos
· Noordwijkerhout
· Nootdorp
· Numansdorp
· Onwaard
· Ooltgensplaat
· Oostflakkee
· Oostvoorne
· Ottoland
· Oud-Alblas
· Oud-Beijerland
· Ouddorp
· Oude-Tonge
· Oudenhoorn
· Ouderkerk
· Ouderkerk aan den IJssel
· Oudewater
· Oudshoorn
· Overschie
· Papekop
· Pernis
· Peursum
· Piershil
· Pijnacker
· Poortugaal
· Puttershoek
· Reeuwijk
· Rhoon
· Rijnsaterwoude
· Rijnsburg
· Rijnwoude
· Rijsoord
· Rockanje
· Roxenisse
· Rozenburg
· Sandelingen-Ambacht
· Sassenheim
· Schelluinen
· Schiebroek
· Schipluiden
· Schoonhoven
· Schoonrewoerd
· Schuddebeurs en Simonshaven
· Sint Anthoniepolder
· Sint Maartensregt
· Sluipwijk
· Sommelsdijk
· Spijkenisse
· Stad aan 't Haringvliet
· Stellendam
· Stolwijk
· Stompwijk
· Stormpolder
· Streefkerk
· Strevelshoek
· Strijen
· Ter Aar
· Tienhoven
· Valkenburg
· Veur
· Vianen
· Vierpolders
· Vlaardingerambacht
· Vliet
· Vlist
· Voorburg
· Voorhout
· Vrijenban
· Waarder
· Warmond
· Wateringen
· Westmaas
· Westvoorne
· Wieldrecht
· Wijngaarden
· Woerden
· Woubrugge
· 't Woudt
· Zederik
· Zegwaart
· Zevenhoven
· Zevenhuizen
· Zevenhuizen-Moerkapelle
· Zouteveen
· Zuid-Beijerland
· Zuidbroek
· Zuidland
· Zwammerdam
· Zwartewaal

Heerlijkheidswapens:
ter Aa
· Albrandswaard
· Biesland
· Cromstrijen
· Duivenvoorde
· 's-Gravenambacht
· Hoog- en Wout-Harnas
· Langerak bezuiden de Lek
· Lek en Stormpolder
· Nederslingeland
· West-Nieuwland
· Oosterwijk
· Spieringshoek
· Vliet
· Voshol
· Vrijenban
· Vrijenhoeve
· Wieldrecht